# مایکل وود (تاریخ‌نگار)
مایکل وود (انگلیسی: Michael Wood; ۲۳ ژوئیهٔ ۱۹۴۸ – ) تاریخ‌نگار، سخنگو، سازنده فیلم مستند اهل بریتانیا بود.